# 滝グラフ
滝グラフ（たきグラフ、英語：Waterfall chart）は、正負の値の累積的影響を判断する際に役立つ可視化用グラフである。
レンガが宙に浮いているように列が表示されることから、飛行レンガグラフ（英語：flying bricks chart）やマリオ (ゲームキャラクター)グラフ（英語：Mario chart）として知られている。金融用語で「橋」と呼ばれることも多い。戦略的コンサルティング会社であるマッキンゼー・アンド・カンパニーにより、顧客向けプレゼンテーション手法として普及した。
インベントリ分析や性能解析などの多様な定量分析にて利用されている。

## 作成
Microsoft Excelなどのソフトウェアにて描画できる。以下の画像例において、A-B列が一般的なグラフの項目や値を示している。

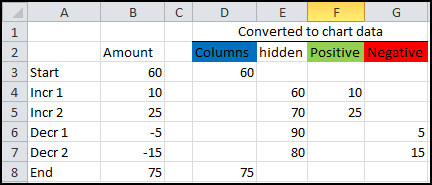
元データのスクリーンショット

上記の画像例において、滝グラフ作成の際にはD-G列のように加工する必要がある。その結果、数値が累積した棒グラフが描画され数値の増減に伴い色分けされる。

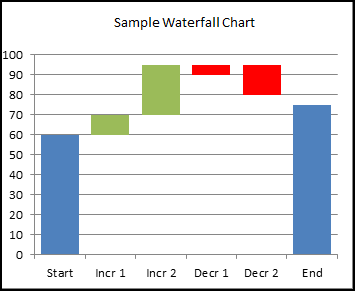
出力結果例

実際の作成においてはより高度な手順を踏むため、大抵はマクロやアドインを用いて作業を簡略化する。サポートソフトウェアとしては、Originなどがある。